# Morti nel 972
| Questa pagina contiene informazioni ricavate automaticamente dalle voci biografiche con l'ausilio del template Bio e di un bot. L'aggiornamento è periodico e automatico e ricostruisce completamente la pagina. Se manca una persona in questa lista, sei pregato di non aggiungerla, ma accertati piuttosto che la sua voce biografica contenga il template Bio e che i dati anagrafici siano correttamente compilati. Se il template Bio manca, inseriscilo tu stesso o, in alternativa, metti l'avviso {{tmp\|Bio}} che ne segnala la mancanza. Se i dati riportati sono sbagliati, correggi direttamente la voce biografica; le modifiche saranno visibili in questa lista entro pochi giorni. Per chiarimenti vedi il progetto biografie. La lista contiene solo le 9 persone che sono citate nell'enciclopedia e per le quali è stato implementato correttamente il template Bio. Pagina aggiornata al 13 gen 2025. |

- 6 settembre - Papa Giovanni XIII, papa e vescovo italiano
- 23 settembre - Michele di Ratisbona, vescovo tedesco
- 9 dicembre - Fujiwara no Koretada, poeta, nobile e politico giapponese (n. 924)
- Andregoto Galíndez, contessa
- Arnolfo II di Boulogne, conte
- Burcardo di Meißen, vescovo e monaco cristiano tedesco
- Liutprando di Cremona, storico, vescovo e diplomatico italiano
- Raimondo III di Tolosa, conte
- Svjatoslav I di Kiev, principe russo